# Zam Zam Cola
Zam Zam Cola er en sodavand, der stammer fra Iran.
Den er meget populær i den arabiske verden.
Produktionen startede i 1954, og var et datterselskab af Pepsi.
De startede deres egen produktion i 1979, under Den Islamiske Revolution.
I 2002 boykottede USA, al import af Zam Zam Cola, pga 11. september 2001.
Zam Zam Cola kan stadig købes i den arabiske verden, men også i Asien og få dele af Europa – bl.a. på Nørrebro i København. Zam Zam donerer 10% af indtægterne til de palæstinensiske flygtningeområder, og er navngivet efter den hellige kilde i Saudi-arabien.

## Ekstern henvisning
- Zam Zam Group Hjemmeside